# Naziur Rahman Manzur
Naziur Rahman Manzur (bengalisch নাজিউর রহমান মঞ্জুর; geb. 15. März 1948, Bhola, East Bengal, Dominion of Pakistan; gest. 6. April 2008, Dhaka, Bangladesch) war ein bangladeschischer Politiker und Gründungsvorsitzender der Bangladesh Jatiya Party. Er diente auch als Minister im Kabinett von Hussain Mohammad Ershad und als erster Bürgermeister der Dhaka City Corporation (gewählt durch Commissioners).

## Leben
Manzur wurde am 15. März 1948 in eine angesehene und adelige bengalische muslimische Familie auf der Insel Bhola geboren, damals im Bakerganj-Distrikt Ostbengalens in der Dominion Pakistan. Sein Vater, Taluqdar Bazlur Rahman, führte seine Abstammung auf Munga Khan zurück, einen Fürsten aus Garmsir in Afghanistan. Die Abstammung war mit dem Mogulkaiser Akbar verbunden.
Im 18. Jahrhundert ließ sich Munga Khan, damals ein mächtiger Adliger, in der Region Barisal in Bengalen nieder. Sein Einfluss und Status wuchsen beträchtlich und sein Sohn, Scheich Muhammad, erlangte am Mogulhof Berühmtheit und diente als Shiqdar – ein angesehener Titel, der vom Kaiser selbst verliehen wurde. Diese angesehene Position festigte nicht nur den Status der Familie in Bengalen, sondern festigte auch ihre Bindungen an die kaiserliche Mogulmacht.
Die Wurzeln der Familie reichen sogar noch weiter in die Geschichte zurück, nämlich in die Großaristokratie von Murshidabad, dem Sitz der Nawabs von Bengalen. Es heißt, ihre Vorfahren hätten während der Blütezeit der Macht Bengalens eine wichtige Rolle in der Mogulverwaltung gespielt. Die politischen Unruhen der Zeit veranlassten die Familie jedoch schließlich dazu, nach Süden zu ziehen, wo sie sich in Balia niederließ, ihren Adelsstatus behielt und ihre Führungsrolle in der Region fortsetzte.

## Karriere
In den 1980er Jahren diente Manzur als Minister im Kabinett von Hossain Mohammad Ershad und war Mitglied seiner Jatiya Party. 1999 schloss Ershad ein Bündnis mit der von Khaleda Zia geführten Bangladesh Nationalist Party, der damaligen Oppositionspartei. Ershad beschloss, das Bündnis zu verlassen, doch eine Fraktion der Jatiya-Parteiführer unter der Führung von Naziur Rahman Manzur beschloss, die Partei zu verlassen und im Bündnis unter der Führung der Bangladesh Nationalist Party zu bleiben. Aus dieser Fraktion wurde die Bangladesh Jatiya Party.

## Familie
Manzur hatte drei Söhne, einer davon, Andaleeve Rahman, ist der derzeitige Parteivorsitzende und ehemaliges Parlamentsmitglied. Sein zweiter Sohn Ashikur Rahman Shanto trat 2013 aus der Jatiya-Partei aus, da es Differenzen mit der Bangladesh Jamaat-e-Islami gab, die weiterhin eine Schlüsselpartei in der von der BNP geführten 20-Parteien-Allianz ist. Der dritte Sohn ist Wasekur Rahman Anjan.

## Tod
Manzur starb am 6. April 2008 im BIRDEM-Hospital in Dhaka.